# Prvenstva Hrvatske u softbolu za žene
Popis prvenstava Hrvatske u softbolu i osvajačica naslova prvakinja.
1992.:

1993.:

1994.:

1995.:

1996.:

1997.:

1998.:

1999.:

2000.:

2001.:

2002.:

2003.:

2004.: Princ (Sesvetski Kraljevec)

2005.: Princ Zagreb

2006.: